# 베트남 공화국 육군 특수부대
베트남 공화국 육군 특수부대(베트남어: Lực Lượng Đặc Biệt Quân Lực Việt Nam Cộng Hòa (LLDB) / Luc Luong Dac Biet / 力量特別軍力越南共和, 영어: Army of the Republic of Vietnam Special Forces)는 베트남 공화국 육군 소속의 특수부대이다.
1963년의 전력은 장교 333명, 부사관 1,270명, 현역 1,270명으로 총 2,873명으로 집계되었다

## 같이 보기
- 베트남 공화국 육군

## 참고
1. 1 2  “Luc Luong Dac Biet”. 《globalsecurity.org》 (영어). 2011년 11월 7일. 2020년 12월 24일에 확인함.